# الصاية (مبين)

تعديل مصدري - تعديل

الصاية هي إحدى قرى عزلة بني عكاب بمديرية مبين التابعة لمحافظة حجة، بلغ تعداد سكانها 340 نسمة حسب تعداد اليمن لعام 2004.